# Giel-Courteilles

Giel-Courteilles este o comună în departamentul Orne, Franța. În 1 ianuarie 2022 avea o populație de 484 de locuitori.